# Liste der Mitglieder des Landtages des Saarlandes (11. Wahlperiode)

Sitzverteilung während der 11. Legislaturperiode

Der Landtag des Saarlandes für die elfte Legislaturperiode wurde am 16. Oktober 1994 auf fünf Jahre gewählt. Er hatte 51 Sitze, wovon 27 auf die SPD, 21 auf die CDU und drei auf die Grünen entfielen.

## Abgeordnete
| Mitglied des Landtages | Lebensdaten | Partei | Wahlkreis   | Bemerkungen                              |
| ---------------------- | ----------- | ------ | ----------- | ---------------------------------------- |
| Monika Bachmann        | 1950        | CDU    | Saarlouis   |                                          |
| Gerd Bauer             | 1950–2023   | CDU    | Saarbrücken |                                          |
| Monika Beck            | 1941–2021   | CDU    | Landesliste |                                          |
| Gabriele Bozok         | 1953        | GRÜNE  | Saarbrücken |                                          |
| Reiner Braun           | 1948        | SPD    | Landesliste | nachgerückt für Marianne Granz           |
| Irmtraud Engeldinger   | 1949        | SPD    | Saarlouis   |                                          |
| Albrecht Feibel        | 1940–2011   | CDU    | Neunkirchen |                                          |
| Elke Ferner            | 1958        | SPD    | Saarbrücken | Mandat niedergelegt am 21. November 1994 |
| Peter Freichel         | 1953        | SPD    | Landesliste | nachgerückt für Heiko Maas               |
| Willi Gehring          | 1949        | CDU    | Saarbrücken |                                          |
| Gerhard Geisen         | 1941        | SPD    | Neunkirchen |                                          |
| Peter Gillo            | 1957        | SPD    | Saarbrücken | nachgerückt für Elke Ferner              |
| Anita Girst            | 1944        | CDU    | Saarbrücken |                                          |
| Marianne Granz         | 1942        | SPD    | Landesliste | Mandat niedergelegt am 21. November 1994 |
| Dieter Gruschke        | 1939–2019   | SPD    | Saarlouis   | Mandat nicht angenommen                  |
| Peter Hans             | 1950–2007   | CDU    | Neunkirchen |                                          |
| Kurt Hartz             | 1935–2014   | SPD    | Neunkirchen |                                          |
| Roland Henz            | 1949–2017   | SPD    | Landesliste | nachgerückt für Dieter Gruschke          |
| Roswitha Hollinger     | 1945–2023   | SPD    | Saarbrücken |                                          |
| Hans Kasper            | 1939–2023   | SPD    | Saarlouis   |                                          |
| Reinhard Klimmt        | 1942        | SPD    | Saarbrücken |                                          |
| Helma Kuhn-Theis       | 1953        | CDU    | Saarlouis   |                                          |
| Oskar Lafontaine       | 1943        | SPD    | Saarbrücken | Mandat niedergelegt 1998                 |
| Armin-Emil Lang        | 1947        | SPD    | Neunkirchen |                                          |
| Karin Lawall           | 1949        | SPD    | Saarbrücken | nachgerückt für Oskar Lafontaine         |
| Friedel Läpple         | 1938        | SPD    | Landesliste |                                          |
| Hans Albert Lauer      | 1942–2021   | SPD    | Landesliste |                                          |
| Josef Leinen           | 1948        | SPD    | Saarbrücken |                                          |
| Hans Ley               | 1954–2015   | CDU    | Neunkirchen |                                          |
| Heiko Maas             | 1966        | SPD    | Landesliste | Mandat niedergelegt 1996                 |
| Gerd Meyer             | 1944        | CDU    | Saarbrücken | ausgeschieden 1999                       |
| Peter Müller           | 1955        | CDU    | Landesliste |                                          |
| Gerlinde Neumann       | 1938–2008   | SPD    | Neunkirchen |                                          |
| Andreas Pollak         | 1960        | GRÜNE  | Landesliste | nachgerückt für Ute Schmid               |
| Willi Portz            | 1951        | SPD    | Saarlouis   |                                          |
| Jürgen Presser         | 1950        | CDU    | Landesliste | nachgerückt für Klaus Töpfer             |
| Karl Rauber            | 1952        | CDU    | Neunkirchen |                                          |
| Isolde Ries            | 1956        | SPD    | Saarbrücken |                                          |
| Gisela Rink            | 1951        | CDU    | Saarbrücken |                                          |
| Jürgen Rischar         | 1944        | SPD    | Saarbrücken |                                          |
| Gaby Schäfer           | 1957        | CDU    | Neunkirchen |                                          |
| Daniela Schlegel       | 1967        | CDU    | Landesliste |                                          |
| Ute Schmid             | 1964        | GRÜNE  | Landesliste | Mandat nicht angenommen                  |
| Leo Stefan Schmitt     | 1952        | SPD    | Saarlouis   |                                          |
| Kurt Schoenen          | 1943        | CDU    | Saarlouis   |                                          |
| Jürgen Schreier        | 1948        | CDU    | Saarlouis   |                                          |
| Marlis Schwenk         | 1945–2021   | SPD    | Neunkirchen |                                          |
| Thomas Seilner         | 1957        | CDU    | Saarlouis   |                                          |
| Christel Steitz        | 1939        | CDU    | Neunkirchen |                                          |
| Hans-Georg Stritter    | 1949–2024   | SPD    | Saarlouis   |                                          |
| Rainer Tabillion       | 1950        | SPD    | Neunkirchen |                                          |
| Erika Ternes           | 1941–2022   | SPD    | Saarlouis   |                                          |
| Klaus Töpfer           | 1938–2024   | CDU    | Landesliste | Mandat nicht angenommen                  |
| Hubert Ulrich          | 1957        | GRÜNE  | Landesliste |                                          |
| Alfons Vogtel          | 1952–2022   | CDU    | Neunkirchen |                                          |
| Erwin Volz             | 1949        | SPD    | Neunkirchen |                                          |
| Bernd Wegner           | 1957        | CDU    | Saarbrücken | nachgerückt im April 1999                |
| Reinhold Wirtz         | 1942–2020   | SPD    | Neunkirchen |                                          |
| Rüdiger Zakrzewski     | 1946        | SPD    | Neunkirchen |                                          |